# Salix jaliscana
Salix jaliscana là một loài thực vật có hoa trong họ Liễu. Loài này được M.E. Jones miêu tả khoa học đầu tiên năm 1908.